# Alhambra-Edikt

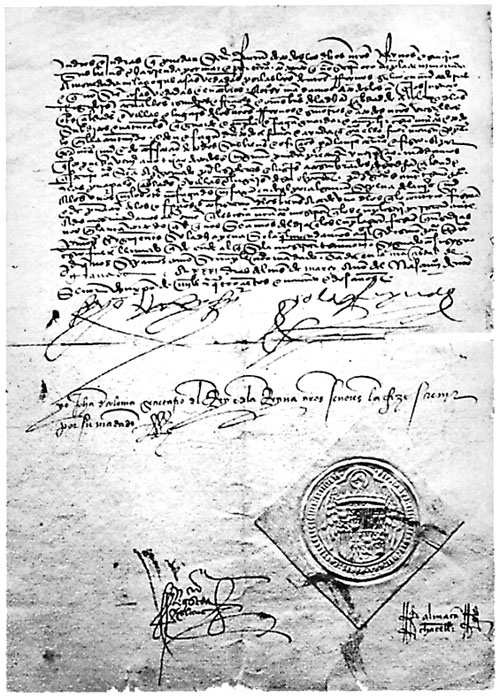
Unterschriften Ferdinands und Isabellas (yo el Rey, yo la Reyna), des königlichen Sekretärs Juan de Coloma und Siegel unter der kastilischen Version des Alhambra-Edikts

Das Alhambra-Edikt, auch als Decreto de la Alhambra oder Edicto de Granada bekannt (hebräisch גירוש ספרד Gerush Sfarad, wörtlich „Vertreibung aus Spanien“) wurde am 31. März 1492 mit zwei nicht identischen Texten jeweils für die Herrschaftsgebiete der Krone von Kastilien und die Herrschaftsgebiete der Krone von Aragón erlassen. Die kastilische Version wurde von den katholischen Königen Isabella von Kastilien und Ferdinand II. von Aragón in seiner Funktion als Ferdinand V. von Kastilien unterschrieben. Die aragonesische Version wurde nur von Ferdinand II. von Aragón unterschrieben. Das Edikt ordnete die Vertreibung der Juden aus allen Territorien der Krone von Kastilien und der Krone von Aragón zum 31. Juli des Jahres an, sofern sie bis dahin nicht zum Christentum übergetreten sind.
Drei Monate zuvor, am 2. Januar 1492, war mit dem Ende der Belagerung von Granada der letzte muslimische Herrschaftsbereich auf der Iberischen Halbinsel erobert worden.
Mit dem Edikt begann die Vertreibung einer Bevölkerungsgruppe, die seit Jahrhunderten auf der Iberischen Halbinsel ansässig war. Die große Anzahl der meist unter massivem Druck zum Christentum bekehrten Conversos – im Volk auch verächtlich Marranen genannt – stand unter dem Generalverdacht der Spanischen Inquisition, weiterhin im Geheimen dem Judentum anzuhängen. Unermüdlich wurde die christliche Gesinnung der Zwangsgetauften überprüft. Die durch Inquisitionsverfahren der Häresie „überführten“ Conversos wurden häufig zum Feuertod verurteilt und nach sogenannten Autodafés öffentlich auf dem Scheiterhaufen verbrannt. Die Inquisition urteilte nur über getaufte Christen und nicht über Juden (Limpieza de sangre).
Am 16. Dezember 1968 wurde – zur Einweihung der Madrider Synagoge – das Alhambra-Edikt der katholischen Könige von der spanischen Regierung für unwirksam erklärt und erst am 1. April 1992 durch den spanischen König Juan Carlos I. unwiderruflich außer Kraft gesetzt.
Anlässlich des 500. Jahrestags des Alhambra-Edikts verabschiedete das spanische Parlament 1992 ein Kooperationsabkommen mit dem Verband der jüdischen Gemeinden in Spanien, das die Beziehungen zwischen dem spanischen Staat und den Bürgern jüdischer Konfession regelt.

## Vorgeschichte
Schon während der Antike lebten Juden auf der Iberischen Halbinsel, und zwar bereits vor der Kreuzigung Christi und der Zerstörung des Jerusalemer Tempels durch Titus und der Zerstreuung der Juden nach Asien, Afrika und Europa. Frühe Zentren jüdischer Kultur waren unter anderem die Balearen, Córdoba, Saragossa und Granada. Die Westgoten tolerierten zunächst die jüdische Minderheit. Erst mit den sich kontinuierlich verschärfenden judenfeindlichen Beschlüssen der Konzilien von Toledo kam es zu einem Versuch der Ausrottung jüdischer Kultur durch Zwangstaufen, die mit Ausdauer und Brutalität durchgesetzt wurden, sodass zum Zeitpunkt der Eroberung Spaniens durch die Muslime offen praktiziertes Judentum unmöglich war. Die muslimischen Eroberer wurden von der jüdischen Bevölkerung begrüßt, sie verbündete sich mit ihnen offen gegen die christlichen Herrscher, was von vielen als Kollaboration verstanden und insgeheim verurteilt wurde. In der folgenden Epoche muslimischer Herrschaft, die andersgläubigen Minderheiten zunächst mit Toleranz begegnete und ihnen den rechtlichen Status von „Schutzbefohlenen“ (dhimmis) zuordnete, verstärkte sich der Zuzug von jüdischen Einwanderern. Jüdische Enklaven im maurischen Spanien wurden blühende Zentren von Wissenschaft und Handel.

Die Iberische Halbinsel im 15. Jahrhundert.

Mit dem Beginn der Herrschaft der maghrebinischen Almohaden ab der Mitte des 12. Jahrhunderts endete die muslimische Toleranz, es kam zu Zwangsbekehrungen, Vertreibungen, zur Zerstörung von Synagogen und der Schließung von Hochschulen. Viele Juden flohen nach Ägypten oder in den christlichen Norden nach Kastilien und Aragon. Im Jahr 1469 heirateten die Thronfolger der Krone von Kastilien, Isabella I. von Kastilien, und der Krone von Aragón, Ferdinand II. von Aragon. Dadurch wurden die Länder nach der Regierungsübernahme in Kastilien 1474 und in Aragón 1479 in einer Personalunion regiert. Im Jahr 1478 wurde die Spanische Inquisition zur Bekämpfung der Häresie und zur Ausrottung der Kryptojuden gegründet, gleichzeitig wurde der Großinquisitor Tomás de Torquemada Beichtvater der Königin. Man schätzt, dass bis zum Jahr 1520 gegen etwa 10 % der circa 25.000 Conversos Inquisitionsprozesse angestrengt wurden.
Am 2. Januar 1492 kapitulierte der letzte arabische Herrscher in Al-Andalus, Muhammad XII. (Boabdil), vor den Heeren der „Katholischen Könige“ Isabella I. von Kastilien und Ferdinand II. von Aragón. Durch das Verschwinden muslimischer Herrschaftsgebiete auf der Halbinsel verstärkte sich der Wunsch auch nach religiöser Vereinheitlichung. Etwa drei Monate nach der Eroberung Granadas erließen die Könige das Alhambra-Edikt, in dem die Vertreibung der Juden aus allen Territorien der spanischen Krone zum 31. Juli des Jahres angeordnet wurde, sofern sie bis dahin nicht zum Christentum übergetreten waren.

## Edikt

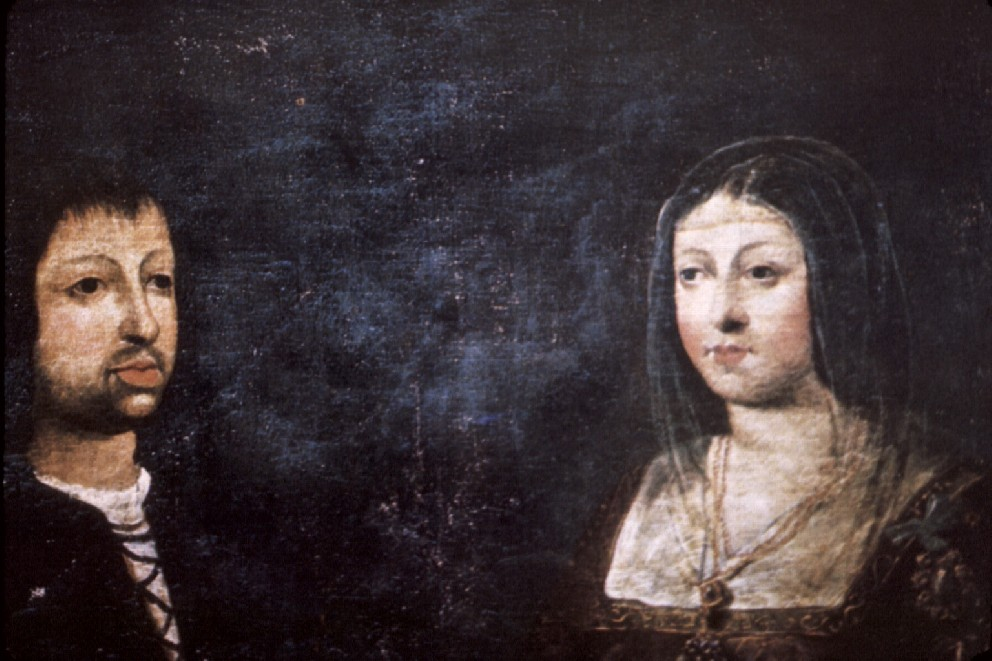
Ferdinand von Aragon und Isabella von Kastilien

Am 2. Januar 1492 war die Alhambra nach einem zehnjährigen, kostspieligen Krieg als letzte muslimische Hochburg einer 700-jährigen maurischen Herrschaft über Spanien gefallen. Dieser Krieg war nur durch massive finanzielle Unterstützung jüdischer Finanziers, insbesondere der beiden Magnaten und Berater der Krone Isaak Abravanel und Abraham Senior, durchgehalten und gewonnen worden. Auf ebendieser Alhambra wurde das nach ihr benannte Edikt beraten und von den „Katholischen Königen“ unterzeichnet.
Obwohl Senior und Abravanel bei der Königin intervenierten, galt das Edikt – trotz ihrer großen Verdienste für die Krone – auch für sie. Anders als Abravanel, der sich weigerte zu konvertieren und Spanien verließ, fügte sich der 81-jährige Abraham Senior und ließ sich zusammen mit seinem Sohn am 31. März 1492 in Valladolid taufen. Der König und die Königin nahmen als „Paten“ an der Taufe teil. Mit der Taufe nahm Senior den christlichen Namen Ferrad (= Fernando) Perez Coronel an.
Im Edikt wird zunächst erläutert, dass es unter den Conversos gewisse „schlechte Christen“ gebe, die die neu Getauften zur Apostasie verführten. Grund sei das zu enge Zusammenleben von Juden und Christen in der Gesellschaft. Da alle früheren Versuche gescheitert seien, den schlechten Einfluss der Juden zu unterbinden – aufgeführt werden hier die Schaffung abgeschlossener jüdischer Wohnviertel, die Einführung der Inquisition, die Verbannung aus Andalusien – habe man sich dazu entschließen müssen, die Juden aus ganz Spanien zu vertreiben. Als besonders anstößig werden ihre Sitten und Gebräuche angesehen, die für die Neuchristen eine „ständige diabolische Versuchung“ seien – wie Beschneidung, Jüdische Speisevorschriften, das Begehen des Pessah-Festes sowie das Beharren auf der Tora.
Die Begründungen für Kastilien und Aragon unterscheiden sich insofern, als in Aragon außer religiösen auch wirtschaftlich-moralische Gründe geltend gemacht werden, die der französische Historiker Fernand Braudel für die tieferen Gründe dieser Judenvertreibung hielt. In der Fassung für Aragon heißt es, dass die Juden „die christlichen Güter mit schweren und unerträglichen Wucherzinsen auffressen und verschlingen“ und „wucherische Verworfenheit“ (pravidat usuaria) gegen die Christen ausübten. Sie seien eine ansteckende Lepra, die man durch Vertreibung bekämpfen und besiegen könne.

## Folgen

### Demografische Folgen
Wie viele Juden Spanien verließen, ist eine Streitfrage unter Historikern. Die Zahlen variieren zwischen 130.000 und über 300.000. Nach neuen Ergebnissen der Forschung waren es zwischen 80.000 und 110.000 in Kastilien und 10.000 bis 12.000 in Aragon bei einer Gesamtbevölkerung in den beiden Ländern von circa 850.000. Wie viele Juden zum Christentum übertraten, ist noch schwieriger zu schätzen, da diesbezüglich keine Quellen existieren.

### Ökonomische Folgen
Durch die kurze Frist, die den Ausgewiesenen zur Regelung ihrer Geschäfte und zur Reisevorbereitung blieb, wurde der Markt mit Gütern überschwemmt. Immobilien konnten zu Schleuderpreisen erworben werden. Andererseits fielen unvermittelt ganze Sektoren im Wirtschaftsleben aus, die vornehmlich von den Sepharden betrieben worden waren. Gerade auf dem Kapitalmarkt wurden die Folgen spürbar. Der Staat hatte Mühe, die Steuern einzutreiben, da viele Steuereinnehmer bis hin zum obersten Steuereinnehmer, Abraham Senior, aus der sephardischen Volksgruppe kamen. Es fehlte Kapital für militärische oder wirtschaftliche Projekte und zur Finanzierung von Lebensstil und Luxus der Oberschicht, denn Geldverleih war den Christen verboten. In den Städten fehlten Ärzte und Handwerker. Der Regierung und der Diplomatie mangelten die sprachkundigen Sepharden mit ihren vielfältigen europäischen Kontakten. Allerdings wurden durch das südamerikanische Gold, das mit der Kolonialisierung Südamerikas nach Spanien floss, die wirtschaftlichen Schäden teilweise kompensiert.
Dem spanischen Staat blieb die Oberschicht und die Schicht der Bauern und Besitzlosen, während die Herausbildung einer dynamischen und gebildeten Mittelschicht durch die Eliminierung der Sepharden im Keim erstickt wurde.

### Kultur und Wissenschaft
Mit dem Edikt verlor Spanien eine Reihe ausgezeichneter Persönlichkeiten des kulturellen und wissenschaftlichen Lebens. Abgesehen von Abravanel, der nicht nur ein hervorragender Finanzmann und nach seiner Vertreibung aus Spanien unter anderem Berater des Königs von Neapel und der Dogen von Venedig wurde, sondern auch einer der bedeutenden Bibel-Exegeten seiner Zeit war, und dem Astronomen, Mathematiker und Kosmografen Abraham Zacuto, dessen Almanach perpetuum Christoph Kolumbus auf seinen Entdeckungsreisen begleitete, verließen viele Gelehrte und Hochschullehrer das Land. Die seit der arabischen Herrschaft in Spanien blühenden Universitäten konnten ihre Lehrer nicht ersetzen, und die Überwachung der Conversos durch die Spitzel der Inquisition brachte auch deren Forschungstätigkeit zum Erliegen.
Mit der Vertreibung und Zerstreuung der Sepharden wurde die Kabbalah, die bisher nur auf einige wenig bekannte Zirkel vor allem in Spanien beschränkt war, im Mittelmeerraum und im nördlichen Europa verbreitet. Als neues Zentrum kabbalistischer Studien bildete sich die Stadt Safed in Palästina heraus – die beiden einflussreichsten Kabbalisten in Safed, Moses ben Cordovero und Isaak Luria, waren sephardischer Herkunft. Von hier aus verbreitete sich diese mystische Strömung des Judentums auch unter den Aschkenasim und konnte von den frühen Humanisten rezipiert werden.

### Soziale Folgen

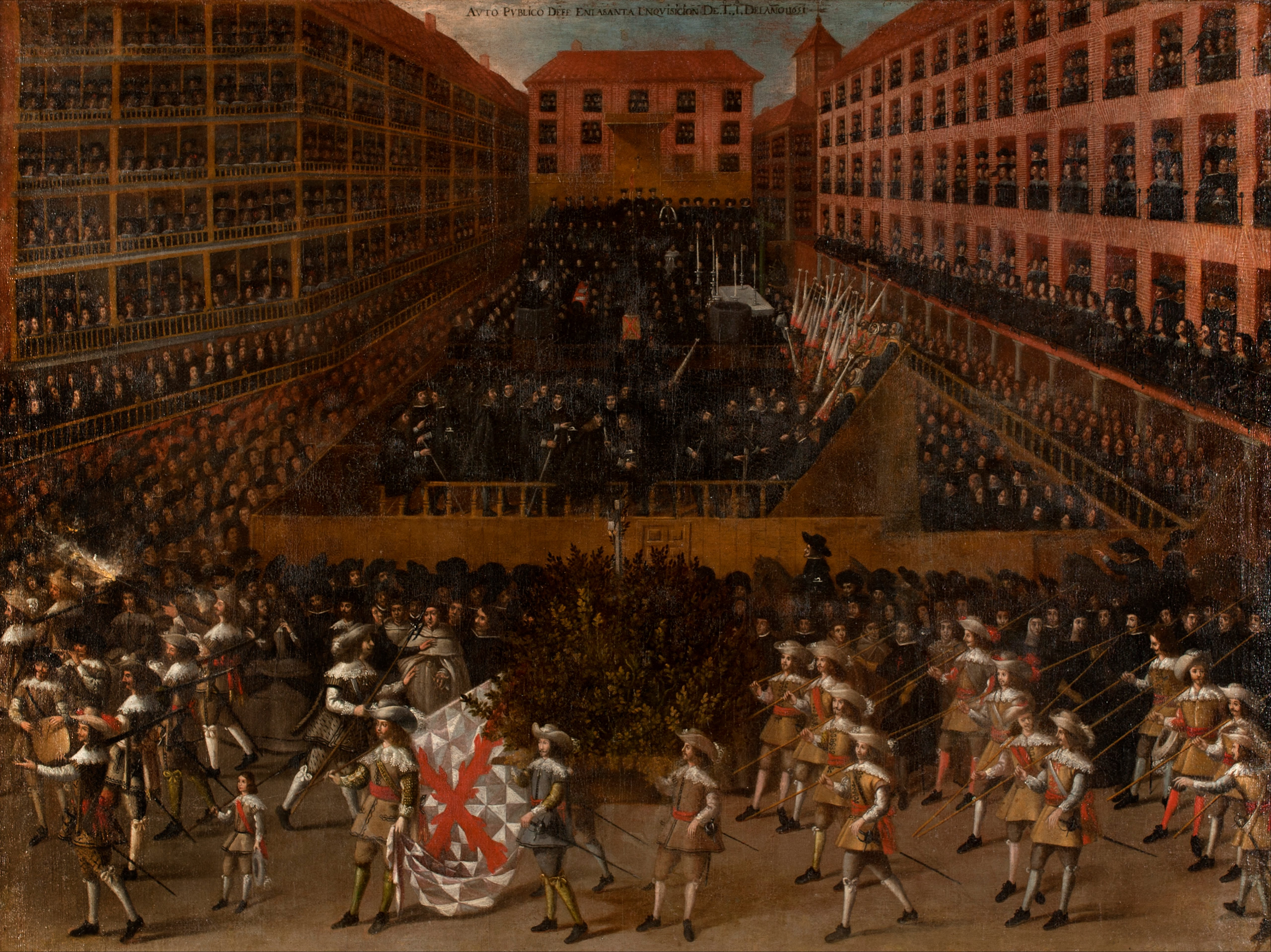
Autodafé (1653)

Ein Motiv der Könige beim Erlass des Edikts war es, nach der politischen Einheit Spaniens auch die innere, religiöse Einheit des Landes herzustellen. Das Alhambra-Edikt war der erste Schritt in diese Richtung. 1501 wurde ebenfalls den Muslimen ein Ultimatum gestellt, entweder zum Christentum zu konvertieren oder das Land zu verlassen. 1609 bis 1614 wurden schließlich die Morisken aus Spanien vertrieben.
Trotz eifriger Bemühungen von Seiten der Kirche hielten viele Conversos jedoch heimlich am Judentum fest. Die Ursache dieser „Uneinsichtigkeit“ und „Verstocktheit“ fand man in der „Unreinheit des jüdischen Blutes“. Das hatte bereits 1449 in Toledo zu einem Statut über Blutreinheit, estatutos de limpieza de sangre, gewissermaßen Nürnberger Gesetzen ante litteram, geführt. Man begann, zunächst von Seiten der Inquisition, die „rechte Gesinnung“ der Neuchristen zu ergründen. Ein Netz von Spitzeln (familiares) überzog die Gesellschaft. Das totalitäre Denken der spanischen Inquisitoren, die Unterdrückung von Gedankenfreiheit, erzeugte ein Klima von Angst und einen totalen Konformismus, zumindest an der Oberfläche der spanischen Gesellschaft. Inquisitorische Mentalität und totalitäres Denken ergriffen auch die Staatsorgane: Jeder, der sich um ein Amt oder eine höhere Stellung in der Armee bewarb, musste den Nachweis erbringen, dass seine Vorfahren bis ins zweite Glied keine Neuchristen waren. Das führte zu einer verhängnisvollen Spaltung in alte und neue Christen, zu einem tiefen Misstrauen untereinander, zumal Marranen, anders als die Morisken, äußerlich nicht zu erkennen waren, und große Teile der spanischen Gesellschaft, vor allem in der Oberschicht, sephardische Verwandte oder Vorfahren hatten.

## Aufnahmeländer
Viele Juden ließen sich in Portugal nieder, wo sie König Johann II. aus finanziellen Gründen zunächst willkommen waren. Die Aufenthaltserlaubnis war jedoch befristet. Juden, die nach zweijährigem Aufenthalt noch nicht getauft waren, hatten das Land zu verlassen. Da nur wenige die Gelegenheit fanden, das Land mit Schiffen zu verlassen, wurden sie versklavt, zwangsgetauft oder nach Afrika verfrachtet, um dort in den Plantagen ihrer christlichen Arbeitgeber zu arbeiten. Unter Johanns Nachfolger Manuel I. erfolgte nach einem kurzen Zwischenspiel von Toleranz und Milde ein dem Alhambra-Edikt vergleichbarer Erlass, in dem Juden und Mauren befohlen wurde, das Land bis Oktober 1497 zu verlassen.

Ausweisungen von Juden vom 12. bis zum 17. Jahrhundert

Der größere Teil der spanischen Sepharden zerstreute sich in kleinen Gruppen nach Nordafrika, Ägypten, in die Levante, wo ihnen der osmanische Sultan Bayezid II. Zuflucht gewährte, und nach Griechenland, besonders Saloniki. Kleinere Gruppen der Vertriebenen gelangten nach Amsterdam und Antwerpen, aber auch nach Hamburg.
Andere gelangten nach Italien, wo sie mit unterschiedlicher Begeisterung aufgenommen wurden. Die Republik Venedig tolerierte sie und erweiterte das Ghetto zur Aufnahme der Sepharden. Die Renaissance-Päpste unterstellten die Juden dem Schutz der Kirche. Viele Juden siedelten sich im Kirchenstaat an, vor allem in Ancona und in Rom. Sardinien und Sizilien waren Länder der Krone von Aragón, in denen das Edikt genauso galt wie auf dem spanischen Festland. Das Königreich Neapel wurde 1504 durch Ferdinand II. erobert. Als das Herzogtum Mailand an die spanische Krone fiel, wurden auch dort alle Juden vertrieben. Die Medici in Florenz nahmen die Juden mit offenen Armen auf und gewährten ihnen Aufenthalt in Livorno. In den so genannten Leggi Livornine (1590–93) erhielten sie gleichberechtigt wie alle anderen Nationen – Spanier, Portugiesen, Griechen, Deutsche, Hebräer, Mauren, Armenier, Türken etc. – volle Religionsfreiheit, das Recht Waffen zu tragen, sich überall in der Stadt niederzulassen und Läden zu eröffnen. Diese Bedingungen waren so attraktiv für die Sepharden, dass die jüdische Bevölkerung von 114 Personen im Jahr 1601 auf rund 3.000 im Jahr 1689 anwuchs.